# Campionati europei di nuoto in vasca corta 2010 - Staffetta 4x50 metri stile libero femminile
Le qualifiche per la finale si sono svolte la mattina del 26 novembre 2010, mentre la finale si è svolta la sera dello stesso giorno.

## Medaglie
| Posizione | Oro | Argento                                                       | Bronzo                                                                |
| --------- | --- | ------------------------------------------------------------- | --------------------------------------------------------------------- |
| Paese     | Paesi Bassi | Germania                                                      | Finlandia                                                             |
| Atleti    | Inge Dekker Femke Heemskerk Hinkelien Schreuder Ranomi Kromowidjojo Saskia De Jonge* Ilse Kraaijeveld* Marleen Veldhuis* | Dorothea Brandt Britta Steffen Lisa Vitting Daniela Schreiber | Marlene Niemi Emilia Pikkarainen Lotta Nevalainen Hanna-Maria Seppälä |

## Record
Prima della manifestazione il record del mondo (RM), il record europeo (EU) e il record dei campionati (RC) erano i seguenti.
| Record mondiale       | 1:33.25 | Paesi Bassi | 11 dicembre 2009 Istanbul, Turchia |
| Record europeo        | 1:33.25 | Paesi Bassi | 11 dicembre 2009 Istanbul, Turchia |
| Record dei campionati | 1:33.25 | Paesi Bassi | 11 dicembre 2009 Istanbul, Turchia |

Durante la competizione non sono stati migliorati record.

## Risultati batterie
| Pos. | Nazione     | Atlete | Tempo       | Batteria    | Corsia      | Note        |
| ---- | ----------- | --- | ----------- | ----------- | ----------- | ----------- |
| 1    | Paesi Bassi | Inge Dekker (24.07) Saskia De Jonge (48.58) Ilse Kraaijeveld (1:13.38) Marleen Veldhuis (1:36.76)           | 1:36.76     | 2           | 4           |             |
| 2    | Germania    | Dorothea Brandt (24.78) Britta Steffen (49.92) Lisa Vitting (1:14.80) Daniela Schreiber (1:39.23)           | 1:39.23     | 1           | 3           |             |
| 3    | Finlandia   | Marlene Niemi (25.43) Emilia Pikkarainen (51.18) Lotta Nevalainen (1:16.06) Hanna-Maria Seppälä (1:40.69)   | 1:40.69     | 1           | 6           |             |
| 4    | Norvegia    | Henriette Brekke (25.60) Cecilie Johannessen (50.30) Ingvild Snildal (1:15.27) Monica Johannessen (1:40.96) | 1:40.96     | 2           | 3           |             |
| 5    | Russia      | Anastasia Aksenova (25.19) Kira Volodina (50.82) Viktoriya Andreeva (1:16.16) Olga Klyuchnikova (1:41.04)   | 1:41.04     | 1           | 5           |             |
| 6    | Ucraina     | Nadiya Koba (25.23) Valeriya Podlesna (50.80) Alina Vats (1:16.67) Oxana Serikova (1:41.26)                 | 1:41.26     | 2           | 2           |             |
| 7    | Italia      | Chiara Masini Luccetti (25.74) Elena Gemo (51.09) Elena Di Liddo (1:16.75) Laura Letrari (1:41.77)          | 1:41.77     | 1           | 4           |             |
| 8    | Croazia     | Valery Svigir (25.81) Anja Trisic (51.14) Sanja Jovanović (1:16.93) Matea Samardžić (1:43.70)               | 1:43.70     | 2           | 6           |             |
|      | Turchia     | non partita                                                                                                 | non partita | non partita | non partita | non partita |

## Finale
| Pos. | Nazione     | Atlete | Tempo   | Corsia | Note |
| ---- | ----------- | --- | ------- | ------ | ---- |
|      | Paesi Bassi | Inge Dekker (24.06) Femke Heemskerk (47.85) Hinkelien Schreuder (1:11.25) Ranomi Kromowidjojo (1:34.34)     | 1:34.34 | 4      |      |
|      | Germania    | Dorothea Brandt (24.47) Britta Steffen (48.31) Lisa Vitting (1:12.49) Daniela Schreiber (1:36.83)           | 1:36.83 | 5      |      |
|      | Finlandia   | Marlene Niemi (25.23) Emilia Pikkarainen (50.45) Lotta Nevalainen (1:14.73) Hanna-Maria Seppälä (1:39.02)   | 1:39.02 | 3      |      |
| 4    | Ucraina     | Nadiya Koba (25.06) Valeriya Podlesna (50.56) Daryna Zevina (1:15.39) Oxana Serikova (1:39.81)              | 1:39.81 | 7      |      |
| 5    | Italia      | Laura Letrari (25.21) Chiara Masini Luccetti (50.10) Elena Gemo (1:15.35) Federica Pellegrini (1:40.44)     | 1:40.44 | 1      |      |
| 6    | Norvegia    | Henriette Brekke (25.43) Cecilie Johannessen (49.90) Ingvild Snildal (1:15.14) Monica Johannessen (1:40.54) | 1:40.54 | 6      |      |
| 7    | Russia      | Anastasia Aksenova (25.42) Kira Volodina (50.81) Viktoriya Andreeva (1:15.70) Olga Klyuchnikova (1:40.85)   | 1:40.85 | 2      |      |
| 8    | Croazia     | Valery Svigir (25.76) Anja Trisic (51.36) Sanja Jovanović (1:16.83) Matea Samardžić (1:43.10)               | 1:43.10 | 8      |      |